# Біофізика серця
Біофізика серця — науковий напрямок на стику кардіології та таких розділів біофізики, як біофізика складних систем, медична біофізика, біоенергетика, біоелектрика, біофізика метаболізму, вивчає фізичні аспекти серцевої діяльності на всіх рівнях її організації, починаючи від молекул і клітин і закінчуючи серцево- загалом, а також вивчає вплив на серцево-судинну систему різних фізичних факторів.
Як рівнозначні можуть вживатися також терміни серцево-судинної фізики, кардіо-васкулярної фізики.

## Розділи біофізики серця
- кардіодинаміка, тобто. вивчення серцевої динаміки, фізичних основ роботи серця взагалі, і зокрема його механічного руху і сил, що виникають при роботі серця, у тому числі й під впливом факторів, що діють на нього;
- математичне моделювання серцевої діяльності, у тому числі моделювання механізмів регуляції, систем управління та зв'язків з іншими системами організму;
- кардіальне матеріалознавство.

Серед її практичних напрямів можна назвати такі:
- візуалізація серцевої діяльності,
- кардіологічна інженерія.

В результаті тісної взаємодії фізиків і кардіологів виникла аритмологія — міждисциплінарна біомедична наука про ритм серця, що використовує біофізичні підходи розгляді роботи серця в нормі та в патології.

## Історія дослідження

### Ранні роботи
Наукове вивчення серцевої діяльності зазвичай зводять до робіт італійського лікаря, анатома і фізіолога Луїджі Гальвані, в 1791 опублікував «Трактат про сили електрики при м'язовому русі». Це відкриття дало поштовх розвитку електрофізіології. Поряд з розвитком Мікроскопія, удосконалення техніки реєстрації електричних феноменів живих об'єктів стало сутністю нової науки — фізіології.
Роботи нідерландського фізіолога Віллема Ейнтговена, якому вдалося сконструювати струнний гальванометр, і його російського друга Самойлов, Олександр Філіпович Олександра Самойлова поклали початок електрокардіографії, що фактично протягом усього 20 століття залишалася основним методом дослідження роботи серця і в медичній практиці, і в наукових дослідженнях.

### Механістичний підхід
Фізіологічна концепція опису живих об'єктів повністю панувала до 1980-х років.
У зв'язку з обговоренням недоліків механістичного підходу до складних систем (якими є біологічні об'єкти) корисно згадати роботу, в 1987 році опубліковану А.К. Гренадер. У ній докладно описується, як діють різні іонні канали міокардіальних клітин, якими фармакологічними засобами можна спричинити провідність тих чи інших іонних каналів, і яких наслідків це призведе у сенсі регулювання роботи міокарда. В результаті цієї та подібних робіт були введені в медичну практику нові групи антиаритмічних препаратів. Однак при проведенні через десяток років багатоцентрових досліджень у рамках доказової медицини з'ясувалося, що смертність в осіб, які отримують будь-які антиартиміки виявилася вищою, ніж до контрольної групи, антиаритмічного лікування не одержує.

### Сучасний стан
Можна виділити такі основні напрямки сучасного розвитку біофізики серця:
- Роботи зі створення дефібриляторів нового типу: малопотужних, щадних.
- Удосконалення способів візуалізації процесів збудження міокарда з метою поліпшення якості медичної діагностики;
- Моделювання серцевої діяльності з метою найкращого підбору індивідуального лікування для кожного хворого (див. проєкт Фізіом).
- Дослідження впливу ефектів біфуркаційної пам'яті на ефективність лікування захворювань серця.
- Розробка нових принципів діагностики захворювань серця, побудованих на основі сучасних знань законів фізики.